# Can Pere Garriga
Can Pere Garriga és una masia de l'antic poble de Mont-ras, en el terme municipal de Bigues i Riells, a la comarca catalana del Vallès Oriental. És a l'extrem nord-est del terme municipal, en el veïnat que es troba a l'entorn de l'església de Sant Bartomeu de Mont-ras. És a noranta metres en línia recta al nord-oest de l'ermita de Sant Bartomeu. Està inclosa en el Catàleg de masies i cases rurals de Bigues i Riells.